# Aga Khan
Aga Khan (in persiano آقا خان‎) è il titolo ereditario dell'Imam dei Nizariti, in precedenza chiamati anche "Setta degli Assassini", o più semplicemente "Assassini" (da cui deriva l'omonimo termine italiano), che costituiscono la più grande branca degli Ismailiti nell'Islam sciita.
Una parte di costoro crede che gli Aga Khan siano discendenti di Isma'il ibn Ja'far, il figlio maggiore del sesto Imam sciita Ja'far al-Sadiq.

## Storia
Nei primi mesi del 1834, quando ancora gli Imam di stirpe Nizārī vivevano in Persia, il rango onorifico di "Aga Khan" venne conferito a Aga Hasan Ali Shah, 46º Imam degli Ismailiti, dallo Shah Fath Ali Shah Qajar. Aga Khan I era succeduto come Imam, nel 1817, a Shah Khalil Allah e apparteneva ai Banu Hashim, tribù dei Quraysh.

Etimologicamente il titolo combina il termine turco Agha, che significa "nobile" o "signore", con la parola altaica Khan che significa del pari "signore".
Nel 1887, il reggente coloniale dell'India britannica riconobbe all'Aga Khan la posizione sociale e la nobiltà dovute a un principe e la figura degli Aga Khan fu conosciuta anche in Occidente.
Durante le ultime fasi della guerra afghana (1841-1842), Aga Khan I e la sua cavalleria diedero assistenza dapprima al generale Nott nella provincia di Kandahar e poi al generale England nella sua avanzata da Sindh per riunirsi alle forze di Nott. Per questi e altri servigi, il governo britannico dispose che gli Aga Khan potessero percepire un appannaggio dal governo britannico in India, ottenendo anche lo status di principe indiano.

## Gli Aga Khan

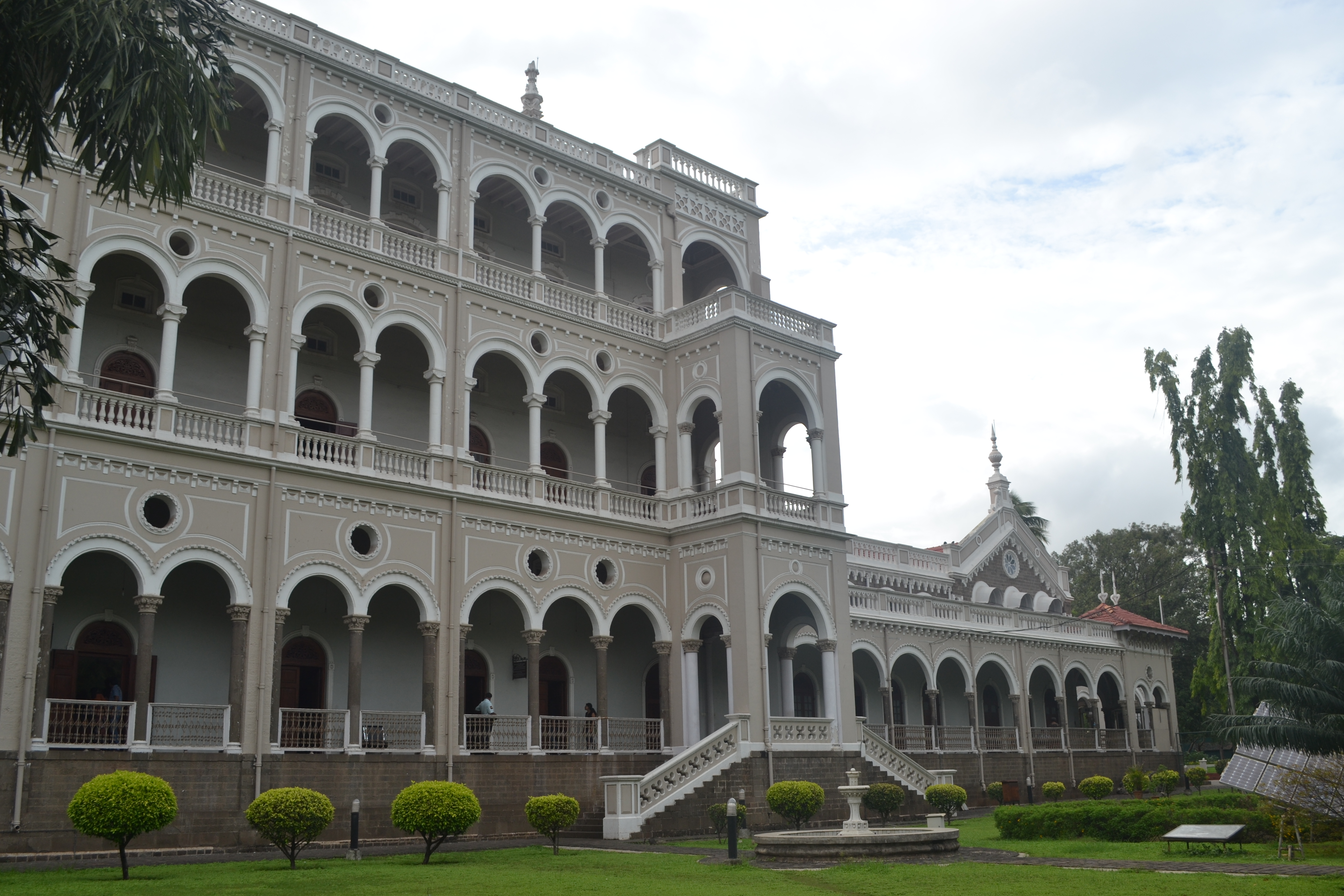
Il palazzo dell'Aga Khan a Pune

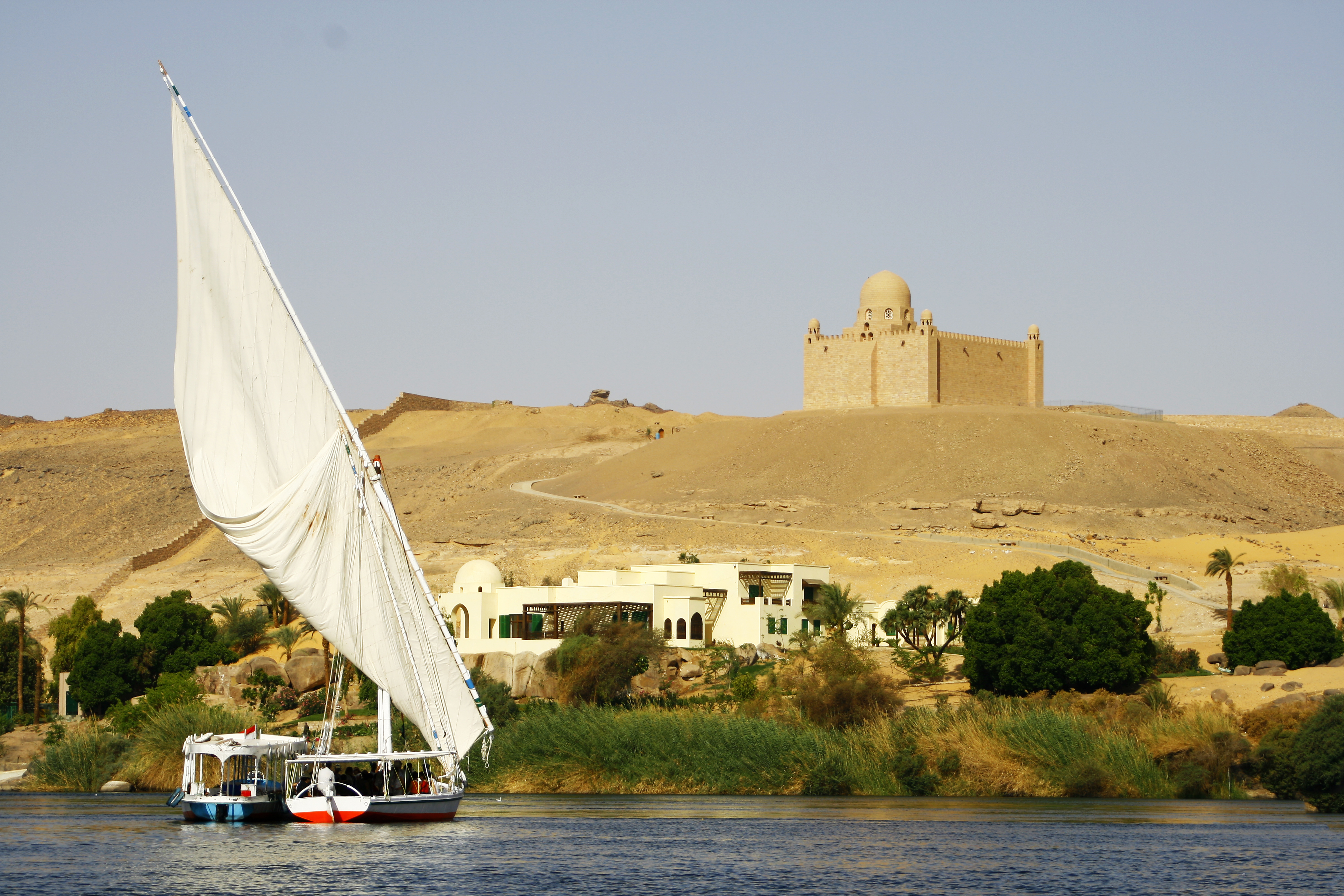
Aswan: mausoleo di Aga Khan III

| Ritratto | Titolo       | Nome                                          | Inizio          | Fine            | Consorte                                                            |
| -------- | ------------ | --------------------------------------------- | --------------- | --------------- | ------------------------------------------------------------------- |
|          | Aga Khan I   | Hasan Ali Shah 46º Imam dei Nizariti dal 1817 | 1834            | 12 aprile 1881  | Servi Jehan Kajum                                                   |
|          | Aga Khan II  | Ali Scià 47º Imam                             | 12 aprile 1881  | 17 agosto 1885  | Maryam Sultana; Shams al-Muluk                                      |
|          | Aga Khan III | Sultan Mohammed Scià 48º Imam                 | 17 agosto 1885  | 11 luglio 1957  | Shahzadi; Teresa Magliano; Andrée Carron; Yvette Labrousse          |
|          | Aga Khan IV  | Karim al-Husayni 49º Imam                     | 11 luglio 1957  | 4 febbraio 2025 | Sarah Crocker Poole (Salima Begum); Gabriele Thyssen (Inaara Begum) |
|          | Aga Khan V   | Rahim al-Hussaini 50º Imam                    | 4 febbraio 2025 | in carica       | Kendra Irene Spears                                                 |